# 塞罗讷河
塞罗讷河（法語：Céronne，法語發音：[seʁɔn]）是法国新阿基坦大区科雷兹省的河流，是科雷茲河的右支流，长14.5千米，发源自塞亚克，于蒂勒流入科雷兹河。